# 壽淑帝姬
寿淑帝姬（1103年—1106年），宋徽宗第六女，生母顯肅皇后。
宋徽宗崇寧三年（1104年），五月封寿庆公主，公主崇寧五年（1106年）正月早卒夭折，追封豫国公主。政和三年（1113年），改公主号为帝姬，国号改为二字美名，政和四年（1114年）十二月，追封寿淑帝姬。